# 中島大嘉
中島 大嘉（なかしま たいか、2002年6月8日 - ）は、大阪府大阪市住吉区出身のプロサッカー選手。Jリーグ・ザスパ群馬所属。ポジションはフォワード（FW）。

## 来歴
小学1年時にアイリスFC住吉でサッカーを始める。
大阪市立大空小学校の卒業生であり、同校で撮影されたドキュメンタリー映画「みんなの学校」内にも登場している。
中学時代はRIP ACE SC U-15でプレーしながら、大阪市立三稜中学校を卒業。環境を変えて高校サッカーで成長したいとの想いから、両親が国見中出身の縁もあって高校は複数の県外強豪校から誘いがあった中より父の母校であり母の実家から通学可能な長崎県立国見高等学校に進学した。国見高校では高校サッカー選手権の出場は叶わなかったが、188cmの長身とスピードが評価され複数クラブ間での争奪戦となったが、ミハイロ・ペトロヴィッチ監督の下で成長し鈴木武蔵のように世界へ羽ばたきたいと北海道コンサドーレ札幌に加入が決まった。2020年9月1日、JFA・Jリーグ特別指定選手として登録された。
2021年より北海道コンサドーレ札幌に入団した。3月3日、ルヴァンカップ第1節のアビスパ福岡戦でデビューし、プロ入り初ゴールを決めた。また、6月9日の天皇杯2回戦のソニー仙台戦ではプロ初となるハットトリックを達成した。
2022年3月19日、第5節のセレッソ大阪戦でJ1初ゴールを決めた。
2023年6月、名古屋グランパスへ期限付き移籍。
2023年12月29日、藤枝MYFCへの育成型期限付き移籍が発表された。この年の藤枝はワントップを敷いたため、チーム内の競争が激化。次第に紅白戦の序列は練習生よりも下となり、試合ではベンチにも入れずに引退を考える日が続いた。
2024年7月19日、藤枝との育成型期限付き移籍契約を解除するとともに水戸ホーリーホックに期限付き移籍、2024年シーズン後半は水戸でプレーした。12月21日、期限付き移籍期間終了で水戸を退団することが発表された。
2025年シーズン前半はJ2に降格した札幌でプレーしていたが、6月27日に育成型期限付き移籍でJ3リーグのザスパ群馬に加入することが発表された。

## 人物
- 父は国見高校サッカー部出身で高校サッカー選手権にも出場、同期には後に国見高校サッカー部監督として指導を受けることとなる木藤健太が、1学年下の後輩には大久保嘉人がいた。「大久保嘉人よりも大きくなってほしい」との願いを込めて「大嘉」と名付けられた[2]。伯父も国見高校出身で、浦和レッズやアビスパ福岡に所属した中島豪[17]。

- 自身のライバルとして、2020-2021シーズンにリーグ戦28試合27得点を記録したハーランドを挙げ、「今は笑われると思うけど、世界で同年代で活躍しているのでライバルだと思っている。追い越してもっと上に行けるように頑張りたい」と宣言した[18]。『和製ハーランド』という呼び名は気に入っておらず、『地球製・中島大嘉』というブランドを確立したいという[19]。また、キャリアの最終目標に世界年間最優秀選手に贈られるバロンドール受賞を掲げている[20]。

- 控えめな一面もあり、相手の年がわからないときには本来は相手が年下であっても敬語を使うこともある[21]。

- 2024年12月31日、FOOTBALL ZONEのインタビュー記事にて中学時代にうつ病で自宅に引きこもっていたことを明かした。また、ズラタン・イブラヒモヴィッチのプレー集や発言、生き方などを見て心を動かされたことが生きる気力を得るきっかけになったことを話している[22]。

## 所属クラブ
- 2010年 - 2014年 アイリスFC住吉（大阪市立大空小学校）
- 2015年 - 2017年 RIP ACE SC U-15（大阪市立三稜中学校）
- 2018年 - 2020年 長崎県立国見高等学校
  - 2020年9月 - 同年12月  北海道コンサドーレ札幌（特別指定選手）
- 2021年 -  北海道コンサドーレ札幌
  - 2023年6月 - 同年12月  名古屋グランパス（期限付き移籍）
  - 2024年1月 - 同年7月  藤枝MYFC（育成型期限付き移籍）
  - 2024年7月 - 同年12月  水戸ホーリーホック（期限付き移籍）
  - 2025年6月 -  ザスパ群馬（育成型期限付き移籍）

## 個人成績
| 国内大会個人成績 | 国内大会個人成績 | 国内大会個人成績 | 国内大会個人成績 | 国内大会個人成績 | 国内大会個人成績 | 国内大会個人成績 | 国内大会個人成績 | 国内大会個人成績 | 国内大会個人成績 | 国内大会個人成績 | 国内大会個人成績 |
| 年度             | クラブ           | 背番号           | リーグ           | リーグ戦         | リーグ戦         | リーグ杯         | リーグ杯         | オープン杯       | オープン杯       | 期間通算         | 期間通算         |
| 年度             | クラブ           | 背番号           | リーグ           | 出場             | 得点             | 出場             | 得点             | 出場             | 得点             | 出場             | 得点             |
| 日本             | 日本             | 日本             | 日本             | リーグ戦         | リーグ戦         | リーグ杯         | リーグ杯         | 天皇杯           | 天皇杯           | 期間通算         | 期間通算         |
| ---------------- | ---------------- | ---------------- | ---------------- | ---------------- | ---------------- | ---------------- | ---------------- | ---------------- | ---------------- | ---------------- | ---------------- |
| 2021             | 札幌             | 45               | J1               | 3                | 0                | 4                | 1                | 2                | 3                | 9                | 4                |
| 2022             | 札幌             | 45               | J1               | 15               | 2                | 5                | 4                | 1                | 0                | 21               | 6                |
| 2023             | 札幌             | 45               | J1               | 8                | 0                | 5                | 1                | 1                | 1                | 14               | 2                |
| 2023             | 名古屋           | 27               | J1               | 11               | 0                | 4                | 1                | -                | -                | 15               | 1                |
| 2024             | 藤枝             | 81               | J2               | 6                | 0                | 1                | 1                | 1                | 0                | 8                | 1                |
| 2024             | 水戸             | 99               | J2               | 13               | 4                | -                | -                | -                | -                | 13               | 4                |
| 2025             | 札幌             | 45               | J2               | 6                | 1                | 1                | 1                | 1                | 0                | 8                | 2                |
| 2025             | 群馬             | 48               | J3               |                  |                  | -                | -                | -                | -                |                  |                  |
| 通算             | 日本             | 日本             | J1               | 37               | 2                | 18               | 7                | 4                | 4                | 59               | 13               |
| 通算             | 日本             | 日本             | J2               | 25               | 5                | 2                | 2                | 2                | 0                | 29               | 7                |
| 通算             | 日本             | 日本             | J3               |                  |                  |                  |                  |                  |                  |                  |                  |
| 総通算           | 総通算           | 総通算           | 総通算           | 62               | 7                | 20               | 9                | 6                | 4                | 88               | 20               |

- 2020年は特別指定選手
- Jリーグ初出場 - 2021年3月3日 YBCルヴァンカップグループステージ第1節 対アビスパ福岡 （ベスト電器スタジアム）
- Jリーグ初得点 - 2021年3月3日 YBCルヴァンカップグループステージ第1節 対アビスパ福岡 （ベスト電器スタジアム）

## 代表歴
- U-21日本代表
  - 千葉キャンプ（2022年）
  - AFC U23アジアカップ（2022年）